# Challenger Britania Zavaleta 2004
Il Challenger Britania Zavaleta 2004 è stato un torneo di tennis facente parte della categoria ATP Challenger Series nell'ambito dell'ATP Challenger Series 2004. Il torneo si è giocato a Puebla in Messico dal 15 al 21 novembre 2004 su campi in cemento.

## Vincitori

### Singolare
Miguel Gallardo-Valles ha battuto in finale  Răzvan Sabău per 7–6(5), 6–4.

### Doppio
Santiago González /  Alejandro Hernández hanno battuto in finale  Miguel Gallardo-Valles /  Gustavo Marcaccio per 6–3, 6–4.